# جوناثان بلير
جوناثان بلير (بالإنجليزية: Jonathan Blair)‏ هو مصور أمريكي، ولد في 25 يناير 1941 في برين مار ‏ في الولايات المتحدة.